# Max Goller
Max Goller (* 16. Oktober 2000) ist ein ehemaliger deutscher Skispringer.

## Werdegang
Max Goller startete für den SC Partenkirchen. Er startete erstmals auf internationaler Ebene im Rahmen von Junioren-Wettbewerben in Hinterzarten 2013 und 2014, bevor er am 26. und 27. September 2015 bei zwei Wettbewerben am selben Ort im Alpencup debütierte, bei denen er die Plätze 48 und 55 belegte. Daraufhin nahm er regelmäßig und ausschließlich an weiteren Wettbewerben des Alpencups teil, bevor er im September 2017 bei zwei Wettbewerben im Schweizerischen Kandersteg auch erstmals im FIS-Cup startete, wo er die Plätze 39 und 49 belegte. Seitdem startet er vor allem im Alpencup, aber auch im FIS-Cup. Sein bestes Resultat im Alpencup bisher (Stand März 2019) erreichte er mit einem vierten Platz am 8. März 2019 in Chaux-Neuve.
Bei den Deutschen Meisterschaften 2018 in Hinterzarten holte er im Mannschaftswettbewerb mit dem Team Bayern II, bestehend aus Karl Geiger, Philipp Raimund, Markus Eisenbichler und ihm, den Deutschen Meistertitel.
Am 17. August 2018 debütierte Goller im Rahmen der Beskiden-Tour 2018 in Szczyrk im Continental Cup, wo er mit einem 30. Platz auch direkt seinen ersten Continental-Cup-Punkt erreichte. Nach weiteren Starts in Wisła und Frenštát pod Radhoštěm schloss er die Tour mit 472,1 Punkten auf Platz 32 in der Gesamtwertung ab. 
Im Frühling 2019 erklärte Goller seinen Rücktritt vom Profisport.

## Statistik

### Continental-Cup-Platzierungen
| Saison  | Platz | Punkte |
| ------- | ----- | ------ |
| 2018/19 | 128.  | 10     |